# Johan Christian Fabritius

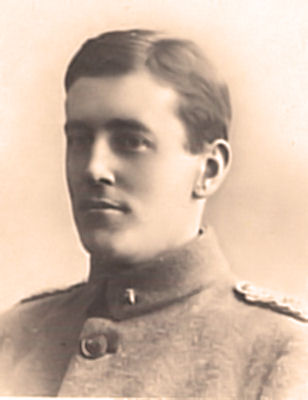
Johan Christian Fabritius.

Johan Christian Sergei Fabritius, född 29 maj 1890 i Moskva, död 2 november 1946 i Helsingfors, var en finländsk militär, överstelöjtnant. 
Han fick sin militära utbildning huvudsakligen i Sankt Petersburg och tjänstgjorde under första världskriget i de ryska ingenjörstrupperna och deltog i flera strider i Ostpreussen, Karpaterna och Galizien. År 1917 kom han till Finland och blev polismästare i Raumo. Under inbördeskriget 1918 förde han befäl över Nystadskåren på Åland och var senare bataljonschef i Satakunda. 
År 1919 var han chef för krigsministeriets befästningsavdelning och från 1935 till 1938 tillförordnad chef vid generalstabens befästningsavdelning. Han planlade en stor del av de befästningsverk som uppfördes vid östgränsen, Ladoga och Finska vikens kust under mellankrigstiden. Därför har han kallats "Mannerheimlinjens fader". 
Fabritius var politiskt aktiv i de finlandssvenska högerkretsarna före och under andra världskriget. Efter Finlands vapenstillestånd med Sovjetunionen företog han i januari 1945 en färd med tysk ubåt till Tyskland för att ta reda på om Tyskland fortfarande var att räkna med i kampen mot bolsjevismen. Efter förhandlingar med Ernst Kaltenbrunner mellan 10 och 11 februari kom han till slutsatsen att så inte var fallet. Han flögs tillbaka och hoppade med fallskärm 21 februari. Efter att ha infångats av den röda statspolisen avled han under bevakning på sjukhus.